# هوکچرچ
هوکچرچ (به انگلیسی: Hawkchurch) یک روستا و محله مدنی در بریتانیا است که در East Devon واقع شده‌است. هوکچرچ ۵۵۳ نفر جمعیت دارد.3 مایلی شمال شرقی Axminster در مرز Devon و Dorset، و در حدود 6 مایلی جنوب سامرست است و در  4 کیلومتری شمال روستای گردشگری و ماهیگیری لایم ریجی است.